# Jacques Freitag
Jacques Freitag (Warrenton, 11 de junho de 1982 – Pretória, julho de 2024) foi um atleta sul-africano, especialista em provas de salto em altura. No dia 5 de março de 2005 em Oudtshoorn, passou a fasquia de 2.38 m, marca que constitui recorde africano.

## Biografia
Passou a infância nos arredores de Pretória. A sua mãe, Hendrina Pieters, era também praticante de salto em altura, tendo sido campeã nacional em 1973.
Freitag foi campeão mundial juvenil em 1999 e campeão mundial júnior em 2000. Para completar a sequência, consguiu a medalha de ouro nos Campeonatos Mundiais de 2003, realizados em Paris. Assim, tornou-se no primeiro atleta a ser campeão mundial nos três principais escalões etários.
A sua única participação olímpica, nos Jogos de Atenas 2004, saldou-se por um significativo fracasso, pois não fez melhor do que o 20º lugar nas qualificações, com apenas 2.20 m.
Uma série de lesões no tornozelo precipitaram o fim prematuro da sua carreira em 2007.

## Morte
Jacques foi dado como desaparecido há duas semanas, até seu corpo ser encontrado, em sua residência, em Pretória, no dia 2 de julho de 2024, com várias perfurações de arma de fogo.